# Ostfriesische Küstenbahn
| Streckennummer (DB): | 1540 Sande–Jever 1546 Bahnumfahrung Sande 1570 Emden–Jever |                                   |                                   |
| Kursbuchstrecke (DB): | 393 Sande–Esens ex 221g (1961)                             |                                   |                                   |
| Kursbuchstrecke: | 221p (1946)                                                |                                   |                                   |
| Streckenlänge: | 94 km                                                      |                                   |                                   |
| Spurweite: | 1435 mm (Normalspur)                                       |                                   |                                   |
| Stromsystem: | Sande–Schortens Weißer Floh 15 kV 16,7 Hz ~                |                                   |                                   |
| Streckengeschwindigkeit: | 80 km/h                                                    |                                   |                                   |
| Zugbeeinflussung: | PZB                                                        |                                   |                                   |
| Zweigleisigkeit: | Sande–Schortens Weißer Floh                                |                                   |                                   |
| |                                                            |                                   |                                   |
| \| \| \| von Emden \| \| \| \| 30,4 \| Norden \| Norden \| \| \| \| nach Norddeich \| \| \| \| 35,9 \| Lütetsburg \| Lütetsburg \| \| \| \| Neue Trasse seit 2007 \| \| \| \| 37,3 \| Hage (Ostfriesl) (alt) \| Hage (Ostfriesl) (alt) \| \| \| 37,4 \| Hage (Ostfriesl) (neu) \| Hage (Ostfriesl) (neu) \| \| \| \| \| \| \| \| 43,1 \| Westerende (Ostfriesl) \| Westerende (Ostfriesl) \| \| \| 48,0 \| Dornum (Ostfriesl) \| Dornum (Ostfriesl) \| \| \| 51,2 \| Roggenstede \| Roggenstede \| \| \| 54,5 \| Fulkum \| Fulkum \| \| \| 57,6 \| Holtgast \| Holtgast \| \| \| \| Kleinbahn von Aurich \| \| \| \| 60,4 \| Esens (alter Bf) \| Esens (alter Bf) \| \| \| \| Kleinbahn nach Bensersiel \| \| \| \| 60,6 \| Esens (Ostfriesl) (neuer Hp) \| Esens (Ostfriesl) (neuer Hp) \| \| \| 60,8 \| Anst Raiffeisen Gen. Esens \| Anst Raiffeisen Gen. Esens \| \| \| 64,2 \| Stedesdorf \| Stedesdorf \| \| \| 67,8 \| Burhafe (Ostfriesl) \| Burhafe (Ostfriesl) \| \| \| 70,3 \| Blersum \| Blersum \| \| \| \| Kleinbahn von Aurich \| \| \| \| 73,7 \| Wittmund (ehem. Bf) \| Wittmund (ehem. Bf) \| \| \| 74,8 \| Anst Wittmund Rehau \| Anst Wittmund Rehau \| \| \| 76,1 \| Asel \| Asel \| \| \| 77,8 \| Vereinigung \| Vereinigung \| \| \| \| ehem. von Harle \| \| \| \| 81,013,0 \| Jever (ehem. Bf) \| Jever (ehem. Bf) \| \| \| 10,0 \| Siebetshaus \| Siebetshaus \| \| \| \| Anschl Fliegerhorst Jever \| \| \| \| 8,3 \| Schortens-Heidmühle \| Schortens-Heidmühle \| \| \| 6,6 \| Ostiem \| Ostiem \| \| \| \| von Wilhelmshaven Ölweiche \| \| \| \| 5,0 \| Schortens Weißer Floh (Abzw) \| Schortens Weißer Floh (Abzw) \| \| \| \| Umfahrung Sande seit 2022 \| \| \| \| 2,7 \| Ems-Jade-Kanal (alt, Klappbrücke) \| Ems-Jade-Kanal (alt, Klappbrücke) \| \| \| \| Ems-Jade-Kanal (neu) \| \| \| \| 2,3 \| Sanderbusch \| Sanderbusch \| \| \| \| \| \| \| \| \| von Wilhelmshaven \| \| \| \| 0,0 \| Sande \| Sande \| \| \| \| nach Oldenburg \| \| |                                                            |                                   |                                   |
| Strecke |                                                            | von Emden                         | von Emden                         |
| Bahnhof | 30,4                                                       | Norden                            | Norden                            |
| Abzweig geradeaus und nach links |                                                            | nach Norddeich                    | nach Norddeich                    |
| Haltepunkt / Haltestelle | 35,9                                                       | Lütetsburg                        | Lütetsburg                        |
| Verschwenkung von links (Strecke außer Betrieb) · Verschwenkung von rechts |                                                            | Neue Trasse seit 2007             | Neue Trasse seit 2007             |
| Bahnhof (Strecke außer Betrieb) · Strecke | 37,3                                                       | Hage (Ostfriesl) (alt)            | Hage (Ostfriesl) (alt)            |
| Strecke (außer Betrieb) · Bahnhof | 37,4                                                       | Hage (Ostfriesl) (neu)            | Hage (Ostfriesl) (neu)            |
| Verschwenkung nach links (Strecke außer Betrieb) · Verschwenkung nach rechts |                                                            |                                   |                                   |
| Haltepunkt / Haltestelle | 43,1                                                       | Westerende (Ostfriesl)            | Westerende (Ostfriesl)            |
| Kopfbahnhof Strecke ab hier außer Betrieb | 48,0                                                       | Dornum (Ostfriesl)                | Dornum (Ostfriesl)                |
| Haltepunkt / Haltestelle (Strecke außer Betrieb) | 51,2                                                       | Roggenstede                       | Roggenstede                       |
| Haltepunkt / Haltestelle (Strecke außer Betrieb) | 54,5                                                       | Fulkum                            | Fulkum                            |
| Haltepunkt / Haltestelle (Strecke außer Betrieb) | 57,6                                                       | Holtgast                          | Holtgast                          |
| Kreuzung (Strecken außer Betrieb) · Strecke von rechts (außer Betrieb) |                                                            | Kleinbahn von Aurich              | Kleinbahn von Aurich              |
| Bahnhof (Strecke außer Betrieb) · Haltepunkt / Haltestelle (Strecke außer Betrieb) | 60,4                                                       | Esens (alter Bf)                  | Esens (alter Bf)                  |
| Strecke (außer Betrieb) · Strecke nach links (außer Betrieb) |                                                            | Kleinbahn nach Bensersiel         | Kleinbahn nach Bensersiel         |
| Haltepunkt / Haltestelle Strecke bis hier außer Betrieb | 60,6                                                       | Esens (Ostfriesl) (neuer Hp)      | Esens (Ostfriesl) (neuer Hp)      |
| Abzweig geradeaus und ehemals von rechts | 60,8                                                       | Anst Raiffeisen Gen. Esens        | Anst Raiffeisen Gen. Esens        |
| ehemaliger Bahnhof | 64,2                                                       | Stedesdorf                        | Stedesdorf                        |
| Haltepunkt / Haltestelle | 67,8                                                       | Burhafe (Ostfriesl)               | Burhafe (Ostfriesl)               |
| ehemaliger Haltepunkt / Haltestelle | 70,3                                                       | Blersum                           | Blersum                           |
| Strecke von rechts (außer Betrieb) · Strecke |                                                            | Kleinbahn von Aurich              | Kleinbahn von Aurich              |
| Kopfbahnhof Streckenende (Strecke außer Betrieb) · Haltepunkt / Haltestelle | 73,7                                                       | Wittmund (ehem. Bf)               | Wittmund (ehem. Bf)               |
| ehemalige Blockstelle | 74,8                                                       | Anst Wittmund Rehau               | Anst Wittmund Rehau               |
| ehemaliger Haltepunkt / Haltestelle | 76,1                                                       | Asel                              | Asel                              |
| ehemaliger Haltepunkt / Haltestelle | 77,8                                                       | Vereinigung                       | Vereinigung                       |
| Abzweig geradeaus und ehemals von links |                                                            | ehem. von Harle                   | ehem. von Harle                   |
| Haltepunkt / Haltestelle | 81,013,0                                                   | Jever (ehem. Bf)                  | Jever (ehem. Bf)                  |
| ehemaliger Haltepunkt / Haltestelle | 10,0                                                       | Siebetshaus                       | Siebetshaus                       |
| Abzweig geradeaus und von rechts |                                                            | Anschl Fliegerhorst Jever         | Anschl Fliegerhorst Jever         |
| Bahnhof | 8,3                                                        | Schortens-Heidmühle               | Schortens-Heidmühle               |
| ehemaliger Haltepunkt / Haltestelle | 6,6                                                        | Ostiem                            | Ostiem                            |
| Abzweig geradeaus und von links |                                                            | von Wilhelmshaven Ölweiche        | von Wilhelmshaven Ölweiche        |
| Blockstelle | 5,0                                                        | Schortens Weißer Floh (Abzw)      | Schortens Weißer Floh (Abzw)      |
| Verschwenkung von links (Strecke außer Betrieb) · Verschwenkung von rechts |                                                            | Umfahrung Sande seit 2022         | Umfahrung Sande seit 2022         |
| Brücke über Wasserlauf (Strecke außer Betrieb) · Strecke | 2,7                                                        | Ems-Jade-Kanal (alt, Klappbrücke) | Ems-Jade-Kanal (alt, Klappbrücke) |
| Strecke (außer Betrieb) · Brücke über Wasserlauf |                                                            | Ems-Jade-Kanal (neu)              | Ems-Jade-Kanal (neu)              |
| Haltepunkt / Haltestelle (Strecke außer Betrieb) · Strecke | 2,3                                                        | Sanderbusch                       | Sanderbusch                       |
| Verschwenkung nach links (Strecke außer Betrieb) · Verschwenkung nach rechts |                                                            |                                   |                                   |
| Abzweig geradeaus und von links |                                                            | von Wilhelmshaven                 | von Wilhelmshaven                 |
| Bahnhof | 0,0                                                        | Sande                             | Sande                             |
| Strecke |                                                            | nach Oldenburg                    | nach Oldenburg                    |

Als Ostfriesische Küstenbahn wird heute die zum Teil abgebaute Bahnstrecke von Norden über Esens nach Sande bezeichnet. Der Abschnitt zwischen Norden und Dornum wird durch eine Museumsbahn genutzt. Das Mittelstück zwischen Dornum und Esens wurde 1986 abgebaut. Regulärer Personenverkehr findet nur noch auf dem Ostabschnitt Esens–Wittmund–Jever–Sande–Wilhelmshaven durch die Linie RB 59 der NordWestBahn statt.

## Geschichte

Landkarte von 1881, die Küstenbahn ist als „projektiert“ eingezeichnet

Ursprünglich wurde die am 15. Juni 1883 eröffnete Bahnstrecke von Emden (als Verlängerung der Hannoverschen Westbahn) über Norden, Esens und Wittmund bis zur damaligen Landesgrenze bei Asel als Ostfriesische Küstenbahn bezeichnet. In Asel hatte die Strecke Anschluss an die Großherzoglich Oldenburgische Eisenbahn nach Jever. Der Abschnitt von Emden nach Norden ist heute ein Teil der Bahnstrecke Rheine–Norddeich Mole.
Von Georgsheil wurde gleichzeitig eine Zweigstrecke nach Aurich angelegt. Am 15. Juni 1892 kam die Strecke Norden–Norddeich hinzu, die 1895 bis auf die Mole verlängert wurde, um einen direkten Übergang zu den Fährschiffen nach Norderney und Juist herzustellen.
Durch den zunehmenden Bäderverkehr war die zum Teil am Straßenrand liegende Strecke den Anforderungen nicht mehr gewachsen. Zwischen 1903 und 1906 wurde die Küstenbahn daher zwischen Emden-Harsweg und Norden auf eine Trasse abseits der Landstraße verlegt. Für den Anschluss nach Aurich entstand der Bahnhof Abelitz, von dem aus eine neue Strecke nach Georgsheil angelegt wurde. Der Abschnitt Georgsheil–Aurich blieb unverändert.
In Esens und Wittmund bestand über Rollbockanlagen Anschluss an die meterspurige Kreisbahn Leer–Aurich–Wittmund, die in nördlicher Richtung zum Fähranleger nach Bensersiel führte und Richtung Süden über Aurich nach Leer. Die Kreisbahn wurde 1967 für den Personen- und 1969 für den Güterverkehr stillgelegt und danach abgebaut.
In Jever schloss die Bahnstrecke nach Harle an. Der dortige Fähranleger der Schiffe nach Wangerooge wurde mit Tidezügen bedient.

### Ab 1980
Der Personenverkehr zwischen Norden und Esens wurde am 29. Mai 1983 eingestellt. Zwischen Norden und Dornum wird die Strecke seit 1987 im touristischen Verkehr durch die Museumseisenbahn Küstenbahn Ostfriesland befahren. Am 23. September 1989 wurde auch der Güterverkehr eingestellt und die Strecke wurde 1991 von der Deutschen Bahn über den Landkreis Aurich an die Anliegergemeinden verkauft. Diese haben sie an die Museumseisenbahn verpachtet.
Das Teilstück zwischen Dornum und Esens wurde am 27. September 1985 stillgelegt und 1986 demontiert. Auf der Trasse befindet sich seit 1990 ein Fahrradweg und eine Straße.

### Esens–Sande

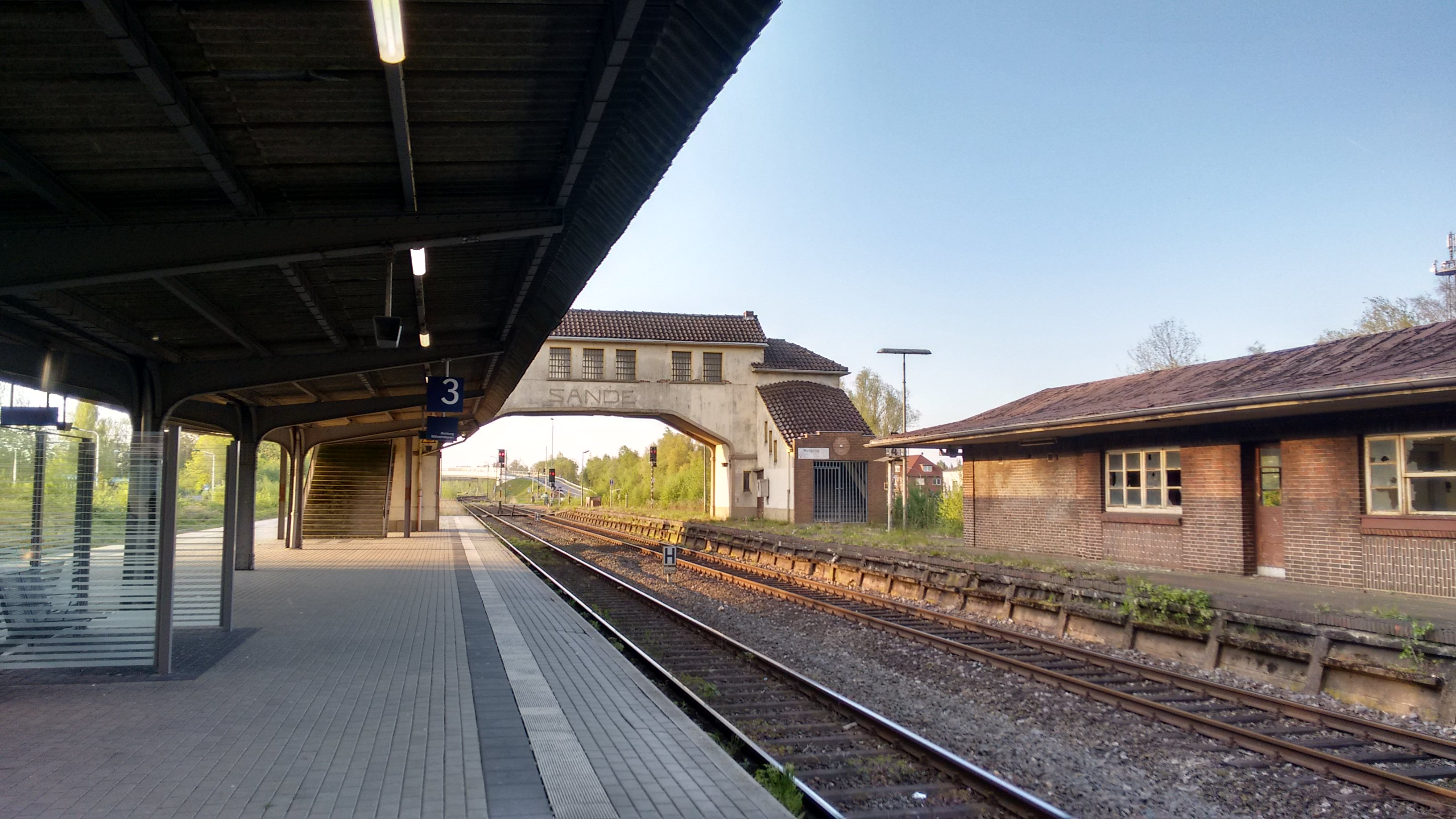
Bahnsteig und ehemaliger Fußgängerübergang im Bahnhof Sande, rechts der stillgelegte Bahnsteig

In den 1990er Jahren drohte auch dem Abschnitt zwischen Esens und Sande die Stilllegung. Um den Betrieb hier attraktiver durchführen zu können, sah die LNVG in ihrem SPNV-Konzept von 1997 eine grundlegende Sanierung sowie einen Ausbau für eine Höchstgeschwindigkeit von 80 km/h vor. Die Maßnahmen wurden im Jahr 2000 abgeschlossen. Die Fahrzeit zwischen Sande und Esens konnte um 13 Minuten verringert werden. Dadurch war ein wirtschaftlicherer Betrieb mit zwei Triebwagenumläufen möglich, wobei die Fahrten umsteigefrei bis zum Oberzentrum Wilhelmshaven durchgebunden wurden. In Sande besteht ein direkter Anschluss am Bahnsteig gegenüber zu den Zügen von und nach Oldenburg bzw. Osnabrück, am Sonnabendmittag auch als Direktverbindung, seit Juni 2022 durch Flügelung einer Verbindung in Sande.
Um den Bahnübergang auf der Landesstraße Esens–Aurich entfernen zu können, wurde der Endpunkt in Esens vor der Kreuzung neu angelegt und der alte Bahnhof aufgegeben. So konnte auch ein kombinierter Bahnsteig für Zug und Bus errichtet werden, sodass die Reisenden schnell und mit kurzem Umsteigeweg ihre Anschlüsse unter anderem nach Aurich, Norden, Neuharlingersiel und Harlesiel erreichen. Die Stationen von Esens bis Sande wurden erneuert und mit Ausnahme der Bahnhöfe Schortens-Heidmühle und Sande zu Haltepunkten zurückgebaut, sodass die Kapazität der eingleisigen Strecke stark reduziert wurde. Sanderbusch war jedoch schon vorher ein Haltepunkt und im Bahnhof Sande wurde nur der heute noch benutzte Bahnsteig erneuert, während der zweite brach lag und die Brücke dorthin gesperrt wurde. Im Rahmen des Umbaus des Bahnhofs Sande wurde die Brücke 2019 abgerissen und der unbenutzte Mittelbahnsteig entfernt.
Die vorhandene Ausweichmöglichkeit in Schortens-Heidmühle wird täglich von der NordWestBahn für die Zugkreuzungen benötigt. In Sande besteht Anschluss in Richtung Osnabrück über Oldenburg.
Im Rahmen der ersten Ausschreibung im 
niedersächsischen SPNV bekam die NordWestBahn den Zuschlag für das Netz „Weser-Ems“. Seit November 2000 betreibt das Unternehmen den Nahverkehr auf der Strecke im Stundentakt mit Dieseltriebwagen vom Typ LINT. In Folge der Betriebsaufnahme und des Infrastrukturausbaus konnte die Nachfrage um 145 % gegenüber 1997 gesteigert werden. Ende 2005 wurde der seit längerer Zeit stillgelegte Haltepunkt in Burhafe reaktiviert.

### Bahnumfahrung Sande
Im Rahmen der Inbetriebnahme des JadeWeserPorts in Wilhelmshaven wurde die Bahnstrecke zwischen Sande und dem Abzweig Weißer Floh verlegt, da ein Ausbau der bestehenden Strecke durch die Besiedlung nicht möglich war. Hierbei wurde der Haltepunkt Sanderbusch ersatzlos aufgegeben. Die Querung des Ems-Jade-Kanals erfolgt seither nicht mehr über eine Klapp-, sondern über eine feste Brücke. Die neue zweigleisige Strecke wurde im Juni 2022 in Betrieb genommen, die Oberleitung im Dezember 2022. Anschließend wurde die alte Streckenführung abgebaut.
Aufgrund einer fehlenden Weichenverbindung im Abzweig Weißer Floh müssen die Züge aus Sande in Richtung Esens das in Fahrtrichtung linke Gleis benutzen.

### Museumsbahn
Zwischen Norden und Dornum wird die durch die Anliegergemeinden gepachtete Strecke seit 1987 im touristischen Verkehr durch die Museumseisenbahn Küstenbahn Ostfriesland (MKO) an Sonn- und Feiertagen im Sommerhalbjahr befahren. Das Rollmaterial besteht aus zwei Diesellokomotiven der DB-Baureihe V 60 mit Gepäckwagen, Güterwagen, zwei Personen- sowie einem Buffetwagen. Beheimatet ist der Verein im Lokschuppen am Bahnhof Norden, wo sämtliche Fahrzeuge untergestellt sind.
Die Strecke wurde in den vergangenen Jahren schrittweise saniert und in Hage in den Jahren 2006/2007 auf 210 Metern Länge neu trassiert, um Platz für eine Umgehungsstraße zu schaffen. Dabei wurde auch ein neuer Bahnhof mit zwei Bahnsteiggleisen und einer Laderampe eingerichtet. Das bisherige Gebäude des alten Bahnhofs war schon Anfang des Jahres nach Brandstiftung abgerissen worden. Der neue Bahnhof wurde 2008 endgültig fertiggestellt.
Im Jahr 2009 wurde der Haltepunkt Schloss Lütetsburg reaktiviert.

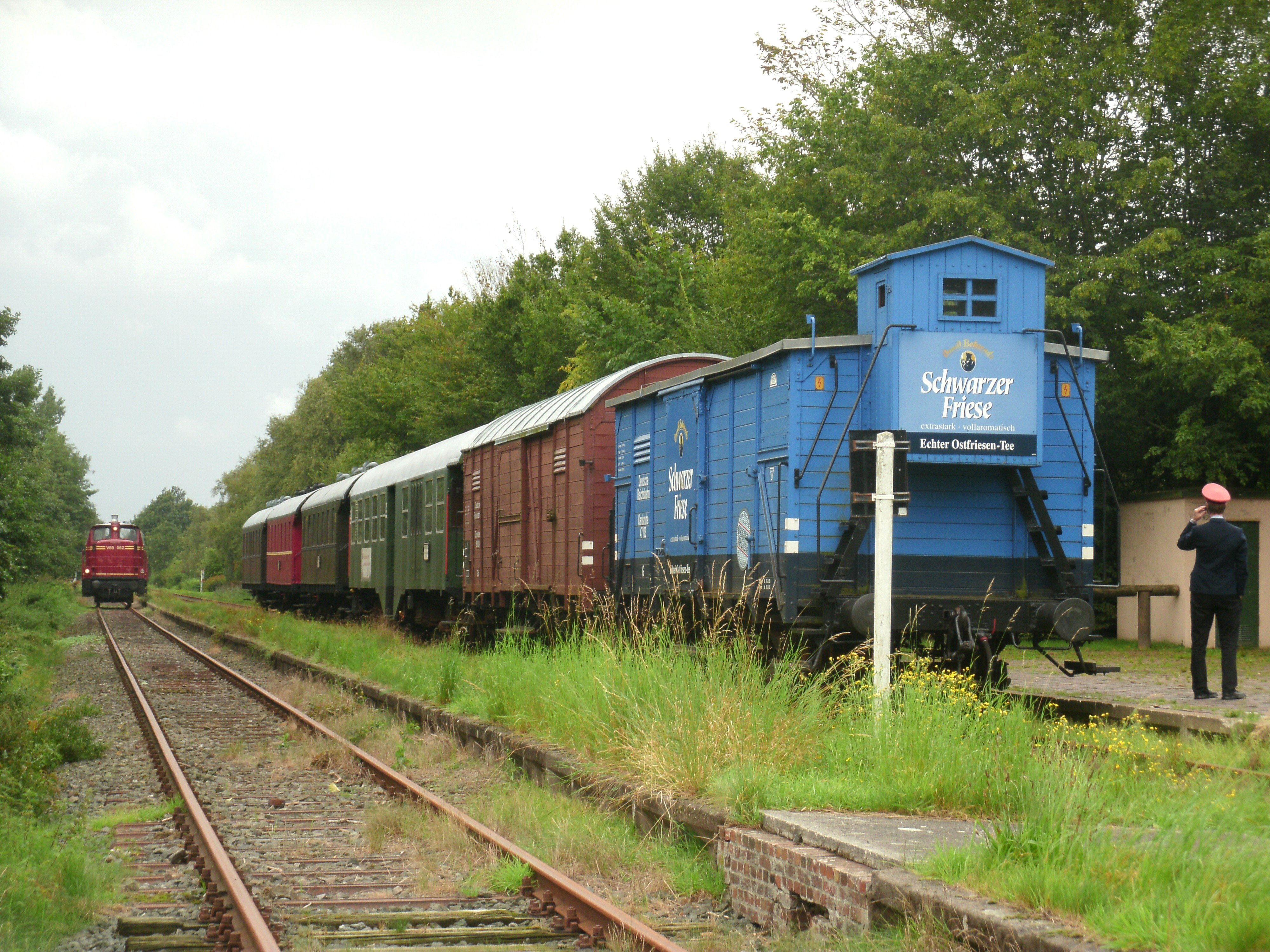
Museumsbahnzug im Bahnhof Dornum
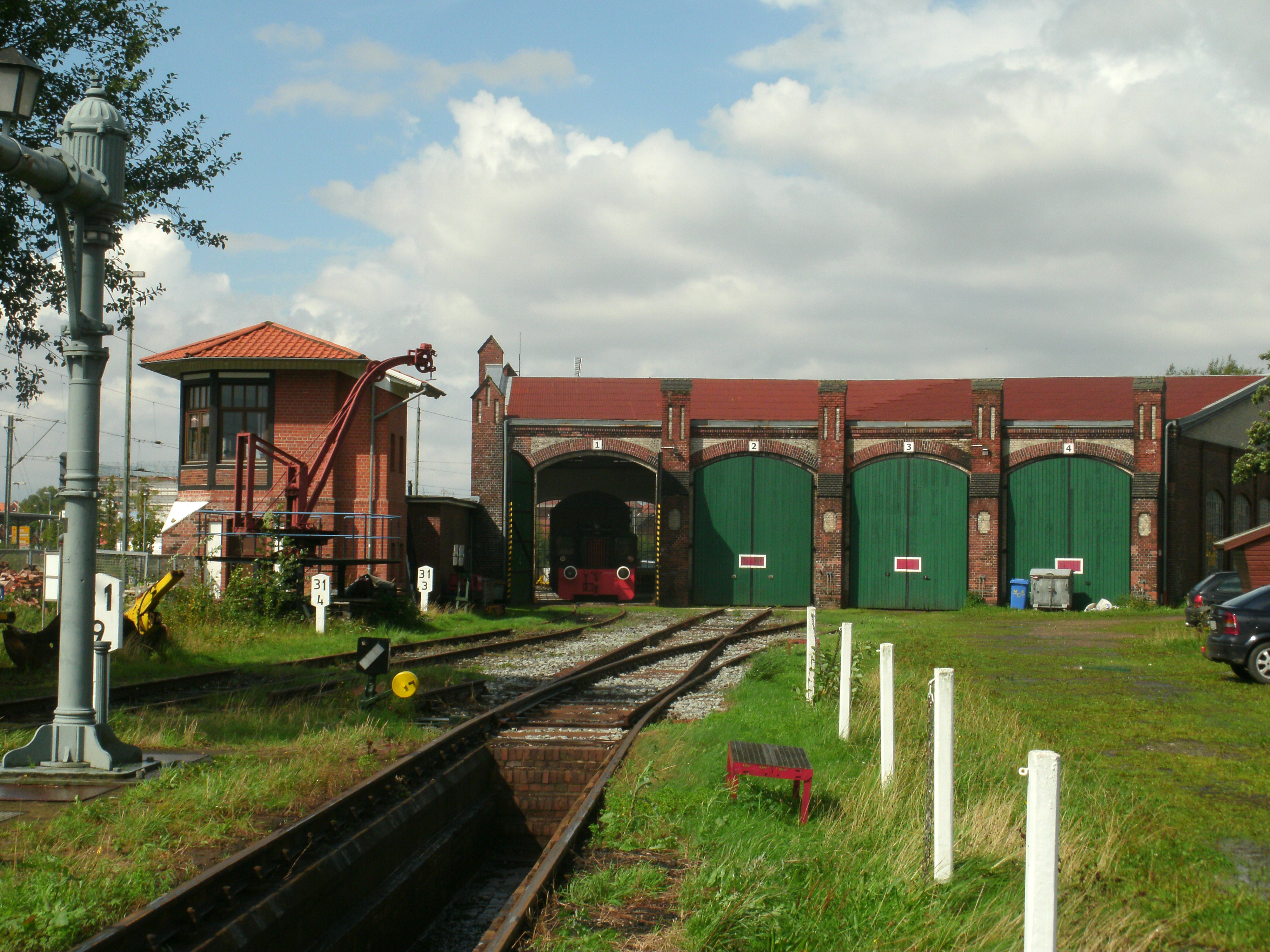
Lokschuppen Norden, Domizil der Museumsbahn
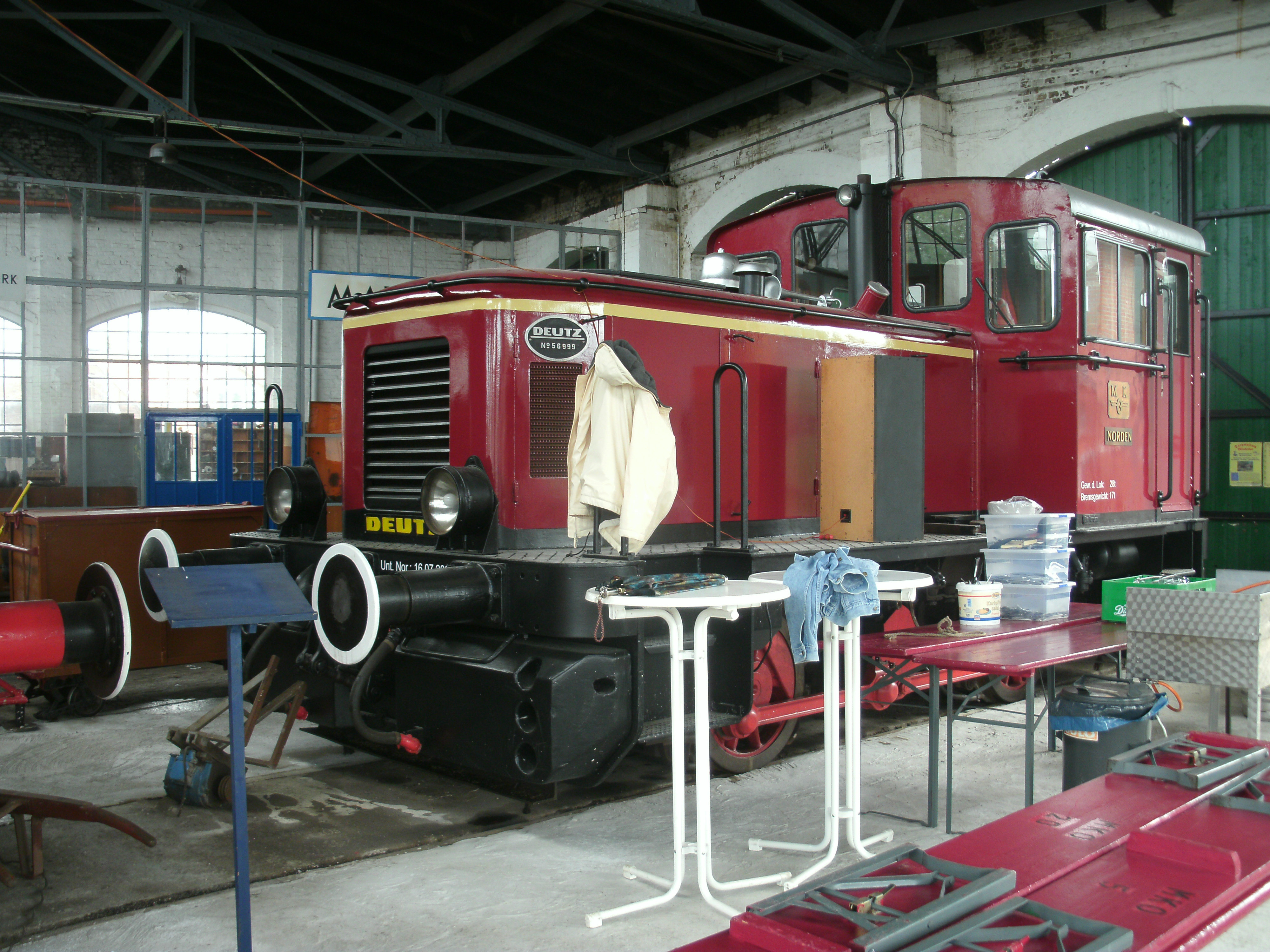
Diesellok Norden im Lokschuppen Norden
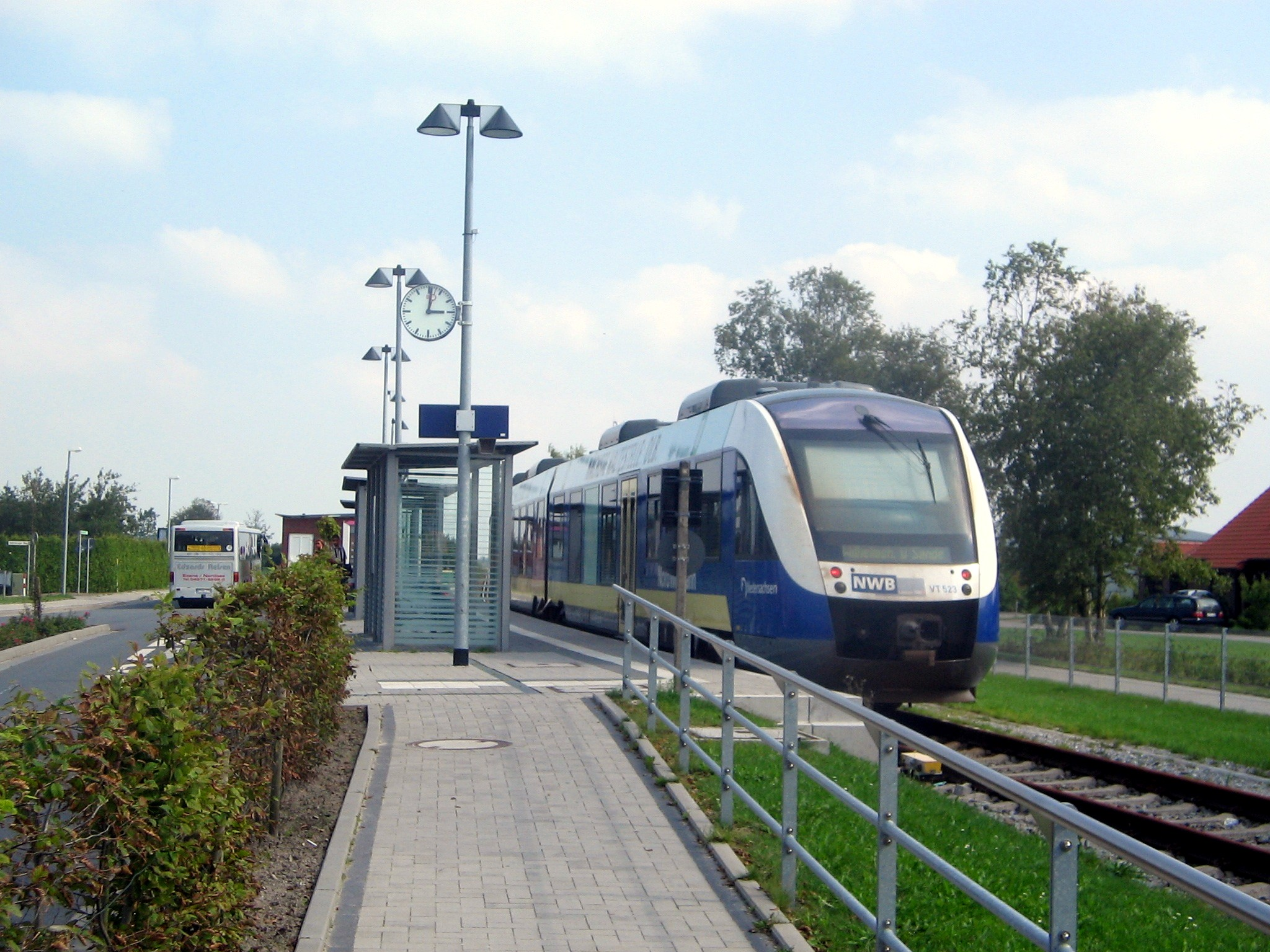
Neuer Haltepunkt Esens

## Bedienung
| Linie | Betreiber    | Zuglauf                                                                | Takt                          |
| ----- | ------------ | ---------------------------------------------------------------------- | ----------------------------- |
| RB 59 | NordWestBahn | Esens – Burhafe – Wittmund – Jever – Schortens – Sande – Wilhelmshaven | Stundentakt                   |
|       | MKO e. V.    | Norden – Schloss Lütetsburg – Hage – Westerende – Dornum               | Sa/So/feiertags in der Saison |

## Tarife
Auf dem im regulären SPNV betriebenen Abschnitt zwischen Wilhelmshaven Hbf und Esens gilt der Niedersachsentarif sowie der Haustarif des Betreibers NordWestBahn. Außerdem sind Zeitkarten des Verkehrsverbunds Ems-Jade (VEJ) teilweise in den Zügen der NordWestBahn gültig. Das Niedersachsen-Ticket sowie das Niedersachsen-Ticket+Groningen sind in den Zügen der NordWestBahn zwischen Esens und Wilhelmshaven Hbf gültig, ebenso das Quer-durchs-Land-Ticket. Eine Integration des Schienenverkehrs in den Verkehrsverbund Ems-Jade ist in Planung. Auf dem Abschnitt zwischen Norden und Dornum, welcher im Touristikverkehr betrieben wird, gilt der Sondertarif der Museumseisenbahn Küstenbahn Ostfriesland e. V.

## Ausblick

### West-Ost-Verbindung

Karte der Eisenbahnverbindungen in Ostfriesland

Die Anrainer-Kommunen Esens, Dornum, Großheide, Hage und Norden sowie die Landkreise Wittmund und Aurich haben ein Gutachten in Auftrag gegeben, mit dem die Chancen einer Reaktivierung des stillgelegten Abschnitts zwischen Norden und Esens bewertet werden sollen. Problematisch ist hierbei, dass der alte Bahnhof in Esens durch einen Supermarkt überbaut wurde und die Deutsche Bahn weitere Grundstücksverkäufe im Bereich der ehemaligen Bahntrasse plant.
Die Stadt Aurich untersucht darüber hinaus eine Verlängerung der Bahnstrecke Abelitz–Aurich (13 Kilometer, 2008 reaktiviert, Stand 2021 nur Güterverkehr, kein Personenverkehr) nach Wittmund, um dort Anschluss an die Küstenbahn zu erhalten. Ziel ist eine durchgehende Bahnverbindung für den Güterverkehr zwischen dem im September 2012 offiziell in Betrieb genommenen JadeWeserPort in Wilhelmshaven (dem einzigen deutschen Tiefwasserhafen) und dem Emder Hafen (weiter Seehafen, daneben Fährhafen zur Nordseeinsel Borkum mit dem Bahnhof Emden Außenhafen). Wichtige Produkte im Seeverkehr der erwähnten Häfen sind vor allem Kraftfahrzeuge aus der Produktion des Volkswagenwerk Emden, sowie Windkraftanlagen (beziehungsweise deren Teile) des Herstellers Enercon, dessen Hauptsitz Aurich ist. Enercon war in der Vergangenheit Miteigentümer der Bahnstrecke Abelitz-Aurich und betrieb deren Reaktivierung durch eigene Investitionen in Millionenhöhe aktiv mit, hat sich seither jedoch aus dem Eisenbahnbetrieb zurückgezogen. Auch Errichterschiffe für Offshore-Windparks legen in Emden und am JadeWeserPort an.
Laut einer Studie aus dem Jahr 2009 würden sich die Kosten für den Wiederaufbau des Abschnittes Dornum-Esens auf etwa 16 Millionen Euro belaufen.
Im Dezember 2010 wurde im Rathaus Dornum eine Vereinbarung unterzeichnet, „die 1983 stillgelegte Trasse nicht durch weitere planerische und bauliche Maßnahmen einzuschränken“. Damit ist zunächst die Trasse nach Norden gemeint, allerdings ist die Strecke bis Esens weiterhin im Gespräch.
Seit 2023 wird eine mögliche Reaktivierung erneut geprüft.

### Verbindung Esens–Bensersiel
Darüber hinaus bestehen Überlegungen, die Bahnstrecke von Esens zum Fährhafen in Bensersiel zu verlängern, um eine bessere Reiseverbindung zum Fährverkehr nach Langeoog zu schaffen. Zwischen Esens und Bensersiel verkehrte bis 1967 schon die schmalspurige Kleinbahn Leer–Aurich–Wittmund, die jedoch nach der Stilllegung abgebaut und zum Teil durch ein Neubaugebiet überbaut wurde. Daher kann die alte Trasse nicht oder nur teilweise genutzt werden. Die rund sieben Kilometer lange Verbindung war 2013–2015 Teil eines Untersuchungs- und Auswahlverfahrens der LNVG zur Reaktivierung von Bahnstrecken. In der ersten Runde erreichte die Verbindung die engere Auswahl von 28 reaktivierbaren Strecken, wurde jedoch bei der Reduzierung auf acht Strecken in der zweiten Runde aus dem Verfahren ausgeschlossen.